# لينور كاندل
لينور كاندل (بالإنجليزية: Lenore Kandel)‏ (14 يناير 1932، نيويورك في الولايات المتحدة - 18 أكتوبر 2009، سان فرانسيسكو في الولايات المتحدة)؛ كاتِبة وشاعرة أمريكية.

## روابط خارجية
- لينور كاندل على موقع قاعدة بيانات برودواي على الإنترنت (الإنجليزية)